# Чедвик, Джеймс
Сэр Джеймс Чедвик (англ. Sir James Chadwick; 20 октября 1891, Боллингтон, Чешир — 24 июля 1974, Кембридж) — английский физик, известный как первооткрыватель нейтрона и фотоядерной реакции, член Лондонского королевского общества (1927), лауреат Нобелевской премии по физике за 1935 год. Медаль Фарадея (1950).
Ученик Э. Резерфорда. Окончил Манчестерский и Кембриджский университеты.

## Образование и ранние годы
Джеймс Чедвик родился в Боллингтоне, графство Чешир, 20 октября 1891; он был первым ребёнком Джона Джозефа Чедвика, прядильщика хлопка, и Энн Мари Кновлс, домашней прислуги. Он был назван Джеймсом в честь дедушки по отцовской линии. В 1895 году его родители переехали в Манчестер и оставили его на попечение бабушки и дедушки по материнской линии, где он пошёл в начальную школу Боллингтон-Кросс. Затем ему была предложена стипендия Манчестерской Грамматический школы, но его семья была вынуждена отказаться, поскольку они не могли позволить себе те небольшие дополнительные сборы, которые всё же должны были быть выплачены; вместо этого, после переезда к родителям в 1902 году, он посещал Центральную грамматическую школу для мальчиков в Манчестере. К этому моменту у него было два младших брата, Гарри и Губерт, сестра умерла в младенчестве. В возрасте 16 лет Джеймс сдал два экзамена на университетские стипендии, и выиграл обе из них.
Для своего обучения Чедвик выбрал Манчестерский университет Виктории, в который он поступил в 1908 году. Он собирался заниматься математикой, но по ошибке был зачислен на физику. Также как и многие студенты, он жил дома и тратил много времени на дорогу до университета и обратно каждый день. В конце первого года обучения он был награждён стипендией «Heginbottom Scholarship» для изучения физики. Факультет физики возглавлял Резерфорд, который давал исследовательские проекты студентам последнего года обучения, и он предложил Чедвику разработать способы сравнения количеств энергии, исходящей от различных радиоактивных источников. Идея была в том, что они могли бы быть измерены в терминах активности радия, с помощью единицы измерения, сейчас известной как Ки (кюри). Предложенный Резерфордом подход оказался неработающим, Чедвик знал об этом, но боялся сказать Резерфорду, и в конечном счёте сам разработал требуемый метод. Результаты исследования стали первой статьёй Чедвика, которая в соавторстве с Резерфордом вышла в 1912 году. Он закончил первую ступень с отличием в 1911 году.
Имея разработанный способ измерения гамма-излучения, Чедвик продолжал изучать поглощение гамма-лучей различными газами и жидкостями. На этот раз работа была опубликована только под его именем. Он получил степень Магистра естественных наук в 1912 году и был избран Baeyer Fellow. В следующем году он получил трёхлетнюю исследовательскую стипендию 1851 Exhibition Scholarship, которая позволила ему учиться и заниматься исследовательской деятельностью в университетах континентальной Европы. Он выбрал технический институт Physikalisch-Technische Reichsanstalt в Берлине, чтобы изучать бета-излучение под руководством Ханса Гейгера. Используя недавно разработанный Гейгером счётчик Гейгера, который обеспечивал большую точность, чем более ранние техники, ему удалось продемонстрировать, что бета-излучение не производит дискретные линии, как считали ранее, но имеет непрерывный спектр с пиками в определённых местах. Во время визита в лабораторию Гейгера Альберт Эйнштейн сказал Чедвику: «Я могу объяснить обе эти вещи, но я не могу объяснить их одновременно». Непрерывный спектр оставался необъяснимым явлением ещё долгие годы.
Чедвик был всё ещё в Германии во время начала Первой мировой войны и был направлен в лагерь для интернированных в Рулебене рядом с Берлином, где было разрешено соорудить лабораторию в конюшне и проводить научные эксперименты с использованием подручных материалов, таких как радиоактивная зубная паста. Вместе с Чарльзом Драмондом Эллисом он работал над ионизацией фосфора и фотохимической реакцией между монооксидом углерода и хлором. После того как в ноябре 1918 году вступило в силу перемирие с Германией, он был освобождён, и вернулся к родителям в Манчестер, где написал о своей деятельности за предыдущие 4 года в рамках стипендии 1851 Exhibition commissioners.
Резерфорд дал Чедвику работу преподавателя с неполной занятостью, разрешив ему продолжить исследования. Он рассмотрел заряды ядер платины, серебра и меди и экспериментально обнаружил, что они совпадал с атомными номерами с ошибкой менее, чем в 1,5 %. В апреле 1919 Резерфорд стал заведующим лаборатории Кавендиша в Кэмбриджском университете, и спустя несколько месяцев к нему присоединился Чедвик. Чедвик получил стипендию Клерка Максвелла в 1920 году и зарегистрировался, как студент на получение звания Доктора философии в Колледже Гонвилл-энд-Киз в Кэмбридже. Свою степень он получил в июне 1921 года. В ноябре он стал членом Колледжа Гонвилл-энд-Киз.
В 1925 Чедвик встретил Айлин Стюарт-Браун (Aileen Stewart-Brown), дочь ливерпульского брокера. Они поженились в августе 1925, с Капицей в качестве шафера. У пары появились две дочери-близняшки, Джоанна (Joanna) и Джудит (Judith), в феврале 1927 года.

## Исследования

### Кэмбридж
Стипендия Клерка-Максвелла, которую получил Чедвик, закончилась в 1923 году, и его сменил русский физик Пётр Капица. Председатель Консультативного Совета кафедры научно-производственных исследований Вильям Маккормик устроил так, что Чедвик получил должность Assistant Director в лаборатории Кавендиша и стал помощником Резерфорда по научным исследованиям. В этой роли Чедвик помогал Резерфорду отбирать студентов на докторскую степень. Через несколько лет он включил в список Джона Кокрофта, Нормана Фезера и Марка Олифанта, которых с Чедвиком связала крепкая дружба. Так же, как и многие студенты, они не имели понятия, что они хотят исследовать, поэтому Резерфорд и Чедвик предложили им темы. Чедвик редактировал все работы, написанные в лаборатории.

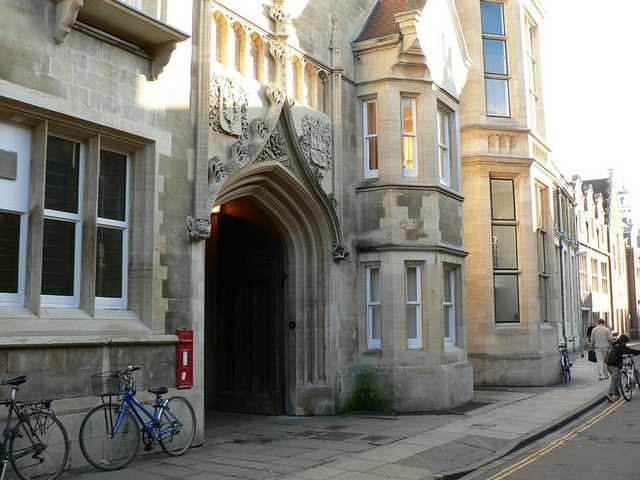
Лаборатория Кавендиша была местом нескольких великих открытий в физике. Она была основана в 1874 году Уильямом Кавендишем и её первым профессором был Джеймс Клерк Максвелл.

В своих исследованиях Чедвик продолжал изучать ядро атома. В 1925 году концепция спина позволила физикам обосновать Эффект Зеемана, но также создала много новых вопросов. Так, предполагалось, что ядро состоит из протонов и электронов; например, ядро азота с массовым номером 14 предполагалось состоящим состоит из 14 протонов и 7 электронов. Это давало ядру правильный заряд и массу, но неправильный суммарный спин.
На кэмбриджской конференции о бета-частицах и гамма-лучах в 1929 году Чедвик снова встретил Гейгера. Гейгер привёз ему новую модель своего счётчика, усовершенствованную его студентом-постдоком Вальтером Мюллером. Чедвик не использовал прибор с начала войны, а новый счётчик Гейгера-Мюллера был потенциально главным улучшением после сцинтилляционной методики, используемой тогда в Кэмбридже, в которой для изучения использовалось зрение человека. Однако таким образом детектировалось одновременно альфа,- бета- и гамма-излучение, а радий, который обычно использовался в экспериментах в лаборатории Кавендиша, излучал все три типа излучения, и поэтому не подходил для задуманного Чедвиком эксперимента. Однако, полоний распадался только с альфа-излучением и Лиза Мейтнер отправила Чедвику 2 мКи (около 0,5 мкг) полония из Германии.
В Германии Вальтер Боте и его студент Герберт Бекер использовали полоний для бомбардирования бериллия альфа-частицами, получая нейтральное излучение с большой проникающей силой; они предположили что это было высокоэнергичное гамма-излучение. У Чедвика был стипендиат Australian 1851 Exhibition, учёный Хью Уэбстер, повторивший результаты Боте и Беккера. Для Чедвика это излучение было свидетельством того, что он вместе с Резерфордом предполагал долгие годы: существование нейтрона, гипотетической ядерной частицы, не имеющей электрического заряда. Тогда в январе 1932 года Фезер привлёк внимание Чедвика другим удивительным результатом. Фредерик Жолио-Кюри и Ирен Жолио-Кюри удалось выбить протоны из парафина, используя полоний и бериллий в качестве источника, как они считали, гамма-излучения. Резерфорд и Чедвик не согласились: протоны были слишком тяжёлыми для этого. В то же время нейтронам было необходимо лишь небольшое количество энергии для достижения этого эффекта. В Риме Этторе Майорана пришёл к тому же выводу: Жолио-Кюри открыли нейтрон, но не поняли этого .
Чедвик бросил все свои обязанности, чтобы сконцентрироваться на доказательстве существования нейтрона. Ему ассистировал Фезер, и они часто работали ночью. Неизвестное излучение от бериллиевой мишени, облучаемой полонием, направлялось на материал типа парафина; выбитые из парафина протоны затем шли в маленькую ионизационную камеру, в которой регистрировались с помощью осциллографа; измеряя энергию протонов, можно было точно рассчитать энергию «бериллиевого» излучения.

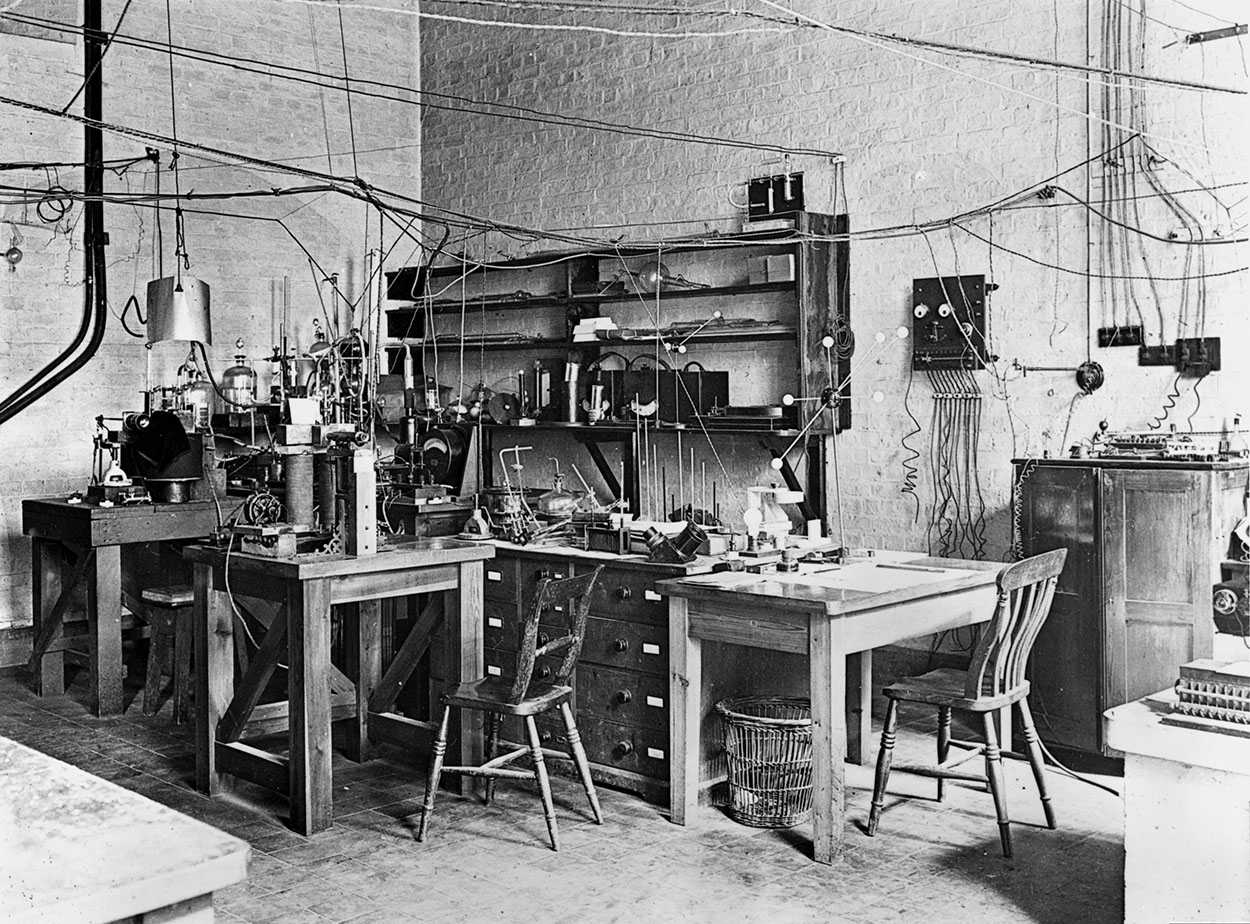
Лаборатория Эрнеста Резерфорда

В феврале 1932 года после нескольких недель экспериментов, Чедвик отправил письмо в журнал Nature, озаглавленное «Возможное существование нейтрона». В деталях он сообщил о своих выводах в статье, озаглавленной «Существование нейтрона», и отправленной в мае в журнал Proceedings of the Royal Society A. Его открытие нейтрона стало новым этапом в понимании строения ядра. Читая результаты Чедвика, Роберт Бэчер и Эдвард Кондон поняли, что аномалии в предыдущей теории, такие как спин атома азота, были бы решены, если бы спин нейтрона был равен ½, и тогда ядро атома азота должно было бы состоять из 7 протонов и 7 нейтронов.

Физики-теоретики Нильс Бор и Вернер Гейзенберг рассмотрели, может ли быть нейтрон фундаментальной ядерной частицей, как, например, протон и нейтрон, а не пара протон-электрон. Гейзенберг показал, что нейтрон очень хорошо укладывался в понятие новой ядерной частицы , но его точная природа оставалась неясной. В 1933 году, в своей лекции, Чедвик оценил массу нейтрона в 1,0067 а. е. м., в то время как протон и электрон имели суммарную массу, равную 1,0078 а. е. м.. Это подразумевало, что если бы нейтрон был электрон-протонным композитом, энергия связи должна была бы быть 2 МэВ, что звучало разумно, хотя было сложно понять, как частица с такой маленькой энергией связи может быть стабильной. Оценка такой маленькой разницы в массах требовала сложных и точных измерений, и в 1933—1934 году были получены несколько противоречивых результатов. Бомбардируя бор альфа-частицами, Фредерик Жолио-Кюри и Ирен Жолио-Кюри получили большое значение массы нейтрона, а команда Эрнеста Лоуренса в университете Калифорнии получила маленькое значение. Затем Морис Голдхабер, беженец из нацистской Германии и выпускник лаборатории Кавендиша, предложил Чедвику идею, что дейтерий может быть разложен под действием гамма-излучения с энергией 2 МэВ, порождаемого таллием-208 (ранее известным, как «торий C»).
2
1D + y → 1
1H+ n
Аккуратное измерение массы нейтрона могло бы быть определено из этого процесса. Чедвик и Голдхабер попробовали и поняли, что такой способ работает. Они измерили кинетическую энергию протона, которая оказалась равна 1,05 МэВ, оставив массу нейтрона неизвестным в уравнении. Чедвик и Голдхабер рассчитали, что значение массы нейтрона находилось между 1,0084 и 1,0090 атомных единиц, в зависимости от значений используемых для массы протона и атома дейтерия. (Современное принятое значение массы нейтрона составляет 1,00866(6) а. е. м.). Масса нейтрона оказалась слишком большой для того, чтобы он был электрон-протонной парой .
За открытие нейтрона Чедвик был награждён медалью Хьюза от Королевского общества в 1932 году, Нобелевской премией по физике в 1935 году, медалью Копли в 1950 году и медалью Франклина в 1951 году. Открытие нейтрона сделало возможным получение элементов тяжелее урана в лаборатории с помощью захвата медленных нейтронов и последующего бета-распада. В отличие от положительно заряженных альфа-частиц, которые отталкиваются от ядер других атомов из-за электрических сил в них, нейтронам не требуется преодоление кулоновского барьера и они могут поэтому проникать и включаться в ядра даже более тяжёлых элементов, чем уран. Это вдохновило Энрико Ферми изучать ядерные реакции, вызванные столкновениями ядер с медленными нейтронами, работа, за которую Ферми получит Нобелевскую премию в 1938 году.
4 декабря 1930 года Вольфганг Паули предложил ввести другой тип частиц, объясняющий непрерывный спектр бета-излучения, о котором Чедвик писал в 1914 году. Поскольку не вся энергия бета-излучения может быть рассчитана, казалось, что закон сохранения энергии нарушен, но Паули утверждал, что это можно исправить путём введения новой неоткрытой частицы. Паули также назвал её нейтроном, но это была не та же частица, что и нейтрон Чедвика. Ферми переименовал частицу в «нейтрино», что по-итальянски означает «маленький нейтрон» . В 1934 Ферми предположил свою теорию бета-распада, которая объясняла, что электрон, испускаемый из ядра, в результате даёт протон, электрон и нейтрино. Нейтрино могло объяснить недостающую энергию, но частицу с маленькой массой и без электрического заряда было сложно изучать. Рудольф Пайерлс и Ханс Бете показали, что нейтрино могут легко проходить сквозь Землю, так что шансы детектировать их очень малы. Фредерик Райнес и Клайд Коуэн подтвердили существование 14 июня 1965 года, поместив детектор в большой поток антинейтрино из соседнего ядерного реактора.

### Ливерпуль

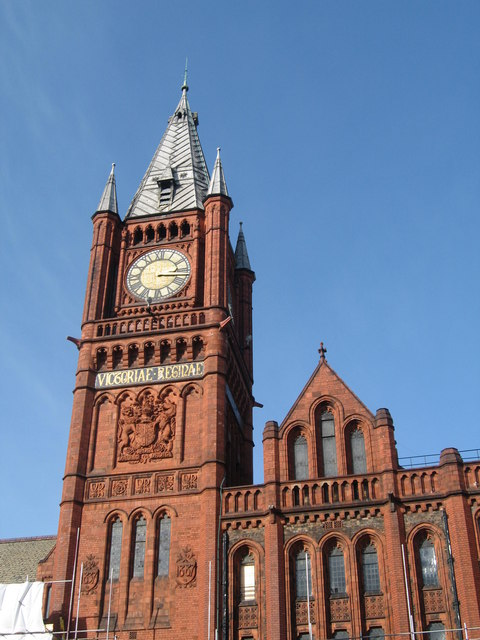
Башня из красного кирпича с часами в Ливерпульском университете.

В начале Великой депрессии в Англии правительство стало экономить на науке. В то же самое время появилось недавнее изобретение Лоуренса — циклотрон, обещающее провести революцию в экспериментальной ядерной физике, и Чедвик чувствовал, что лаборатория Кавендиша будет отставать, если у неё не будет такого же. Поэтому он рассердился на Резерфорда, который твёрдо верил, что хорошая работа по ядерной физике может быть сделана без большого дорогого оборудования, и отклонил запрос на циклотрон.
Чедвик был критиком Большой науки в целом, и Лоуренса в частности, чей подход он считал небрежным и сосредоточенным на технологии в ущерб науке. Когда Лоуренс постулировал существование новой, до сих пор не известной частицы, которую он назвал возможным источником бесконечной энергии на Сольвеевском конгрессе в 1933, Чедвик отреагировал на это, сказав, что результаты более похожи на загрязнение оборудования. Пока Лоуренс перепроверял свои результаты в Беркли, только чтобы обнаружить, что Чедвик был прав, Резерфорд и Олифант проводили исследование в лаборатории Кавендиша, которое показало, что дейтерий, взрываясь, образует гелий-3, тем самым вызывая эффект, который наблюдал Лоуренс. Это было другим большим открытием, но ускоритель частиц Резерфорда-Олифанта был очень дорогим оборудованием.
В марте 1935 Чедвик получил предложение кафедры физики в Ливерпульском университете, в родном городе его жены, сменив Лайонела Уилберфорса. Лаборатория была такой старой, что она до сих пор работала по постоянном электрическом токе, но Чедвик воспользовался случаем, заняв это кресло 1 октября 1935 года. Престиж университета был вскоре укреплён за счёт Нобелевской премии Чедвика, о которой было объявлено в ноябре 1935 года . Его медаль была продана на аукционе в 2014 году за 329000 долларов.
Чедвик приступил к приобретению циклотрона в Ливерпуль. Сначала он потратил 700 фунтов стерлингов на обновление старых лабораторий в Ливерпуле, так что некоторые компоненты были сделаны прямо там. Ему удалось убедить университет предоставить 2000 фунтов стерлингов и получить грант на другие 2000 фунтов стерлингов от Королевского общества. Местный производитель кабелей безвозмездно предоставил медные провода для катушек. Пятидесятитонный магнит для циклотрона и вакуумная камера были созданы компанией Metropolitan-Vickers. Циклотрон был полностью установлен и начал свою работу в 1939 году. Суммарная стоимость в 5184 фунтов стерлингов оказалась больше, чем Чедвик получил от университета и Королевского общества, так что Чедвику пришлось оплатить остаток из своего вознаграждения с Нобелевской премии (которое составило 8243 фунтов стерлингов).
В Ливерпуле медицинский и научный факультеты работали в тесном сотрудничестве. Чедвик автоматически стал членом комитета обоих факультетов, и в 1938 году он был назначен членом комиссии во главе с графом Дерби для изучения способов лечения рака в Ливерпуле. Чедвик предположил, что нейтроны и радиоактивные изотопы, полученные с помощью 27-дюймового циклотрона, могут быть использованы для изучения биохимических процессов и стать оружием в борьбе с раком .

## Вторая мировая война

### Британский ядерный проект
В Германии Отто Ган и Фриц Штрассман бомбардировали уран нейтронами и отметили, что среди получившихся продуктов был барий, более лёгкий элемент. До сих пор в данном процессе были получены только такие же или более тяжёлые элементы. В январе 1939 года Мейтнер и её племянник Отто Фриш поразили сообщество физиков работой, которая объясняла этот результат. Они предложили теорию, что атомы урана при их бомбардировке нейтронами могут распадаться на два примерно равных фрагмента, такой процесс они назвали делением. Они рассчитали, что это может приводить к выделению около 200 МэВ энергии, подразумевая высвобождение энергии на порядки больше, чем при химических реакциях, и Фриш подтвердил их теорию экспериментально. Вскоре Ган отметил, что если бы нейтроны выделялись в процессе деления, была бы возможна цепная реакция . Французские учёные Пьер Желиотт, Ган вон Халбан и Лев Коварский вскоре подтвердили, что более чем один нейтрон действительно испускался в одном акте деления. В работе, написанной в соавторстве с американским физиком Джоном Уилером, Бор сказал, что деление, скорее всего, происходит с изотопом урана-235, которого в природном уране содержится всего 0,7 % .

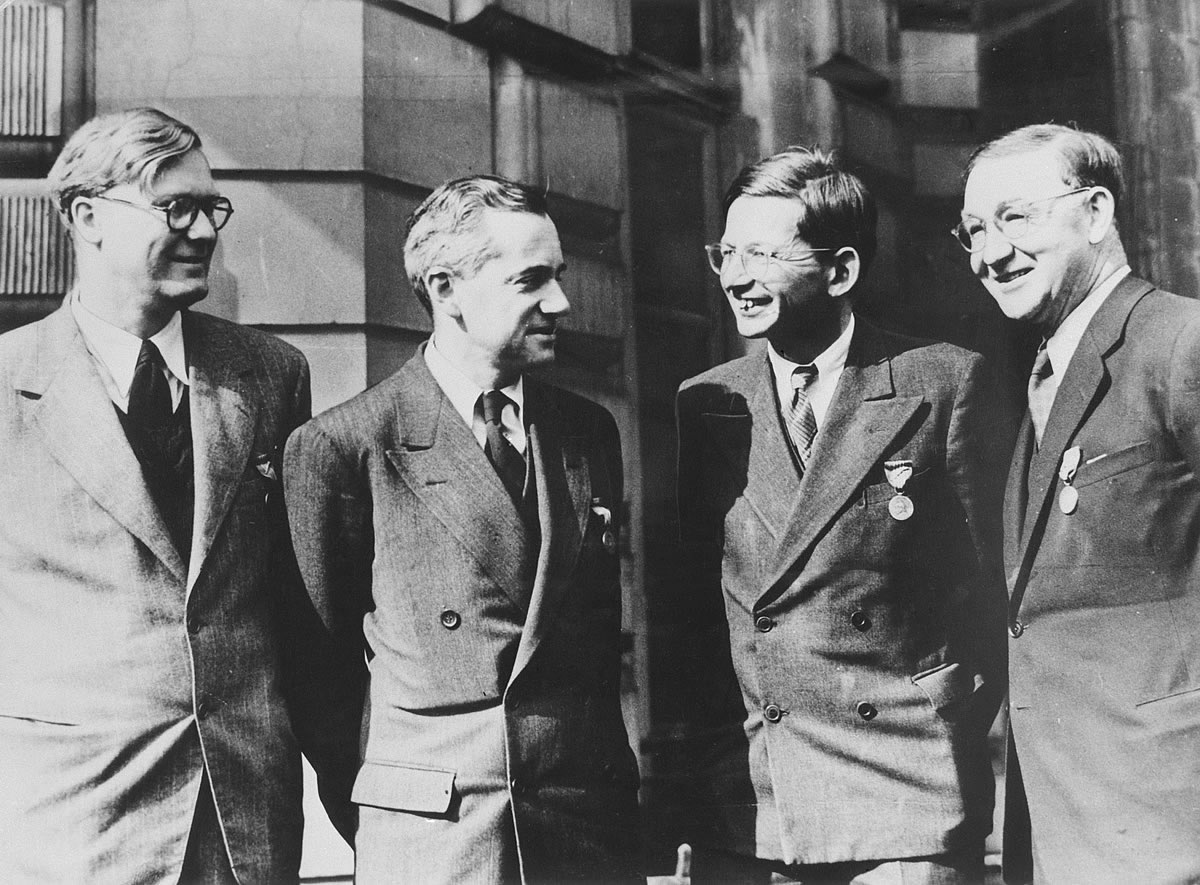
Главные британские физики. Слева направо: Уильям Пенней, Отто Фриш, Рудольф Пайерлс и Джон Кокрофт. Все они носят Медаль свободы.

Чедвик не верил, что есть какая-нибудь вероятность ещё одной войны с Германией в 1939 году и взял свою семью на каникулы на отдалённое озеро в Северной Швеции. Поэтому новости о начале Второй мировой войны стали шоком. Не желая проводить ещё одну войну в лагере для интернированных, Чедвик решил вернуться в Стокгольм так быстро, насколько это возможно, но когда он прибыл туда со своей семьёй, он обнаружил, что авиасообщение между Стокгольмом и Лондоном приостановлено. Они вернулись назад в Англию на грузовом пароходе. Когда Чедвик прибыл в Ливерпуль, он обнаружил, что Джозеф Ротблат, польский постдок, который приехал, чтобы работать на циклотроне, стал нищим, так как не мог получить средства из Польши. Чедвик незамедлительно нанял его лектором, несмотря на его плохое понимание английского .
В октябре 1939 Чедвик получил письмо от сэра Эдварда Эплтона, секретаря Департамента научных и промышленных исследований, с вопросом об осуществимости идеи атомной бомбы. Чедвик ответил осторожно. Он не исключал такой возможности, но тщательно описал множество теоретических и практических трудностей, связанных с этим. Чедвик решил изучать свойства оксида урана совместно с Ротблатом. В марте 1940 года Отто Фриш и Рудольф Пайерлс в Бирмингемском университете перепроверили теоретические вопросы, связанные с документом, который станет известным как меморандум Фриша-Пайерлса. Вместо того, чтобы изучать металлический уран, они изучали, что могло случиться со сферой из чистого урана-235, и обнаружили, что не только возможна цепная реакция, но и что для этого нужно меньше урана-235 и при этом выделится энергия, как от тонн динамита.

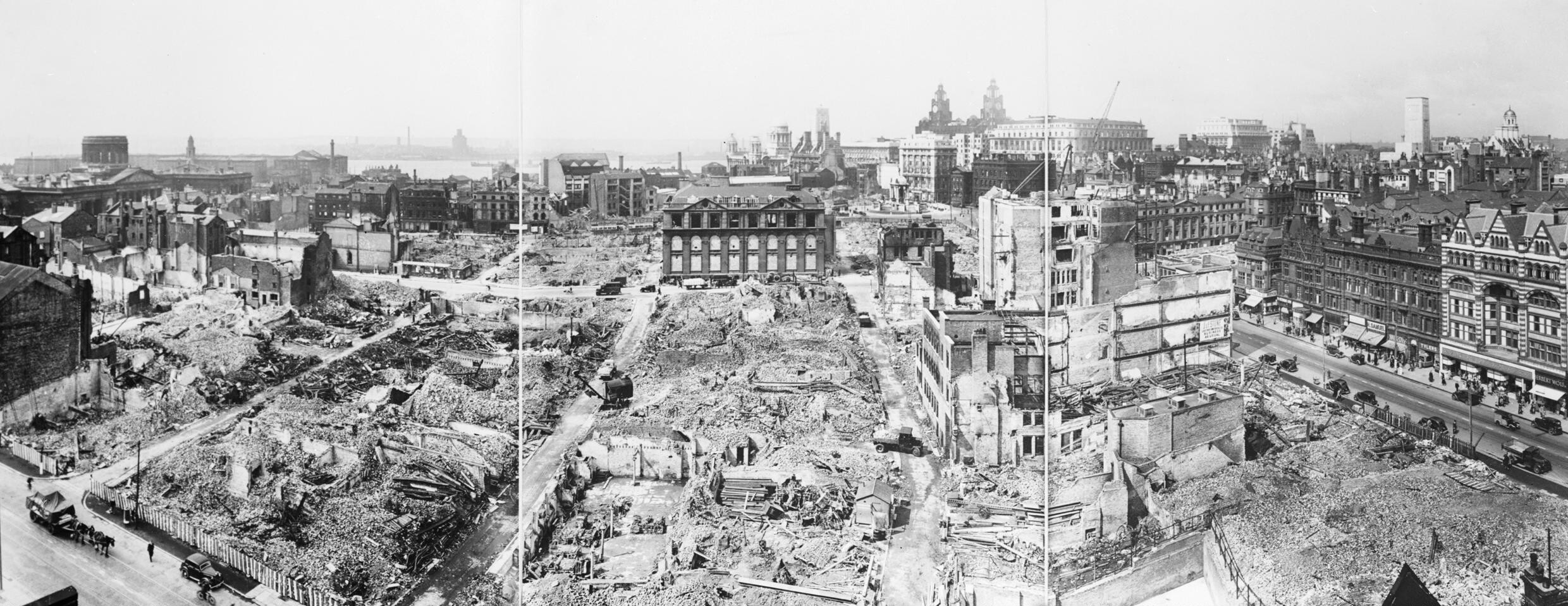
Часть Ливерпуля, разрушенная из-за немецких бомбардировок

Специальное подразделение Комитета по научному исследованию воздушной войны (Committee for the Scientific Survey of Air Warfare (CSSAW)), известного как MAUD Committee, было создано для дальнейшего изучения этого вопроса. Председателем стал сэр Джорж Томсон и исходный состав включал Чедвика вместе с Марком Олифантом, Джоном Кокрофтом и Филиппом Муном. Пока другие команды изучали способы обогащения урана, команда Чедвика в Ливерпуле сконцентрировалась на определении сечении ядерной реакции урана-235. К апрелю 1941 года было экспериментально подтверждено, что критическая масса урана-235 может составлять 8 килограмм или меньше. Исследования осложнялись почти беспрерывными бомбардировками окрестностей ливерпульской лаборатории; окна выбивали так часто, что их заменяли картоном.
В июле 1941 года Чедвик был выбран для написания окончательного варианта отчёта MAUD, который, когда был представлен Ваневаром Бушем президенту Франклину Рузвельту в октябре 1941 года, вдохновил правительство Англии вложить миллионы долларов в разработку атомной бомбы. Когда Гарольд Юри и Джорж Пеграм посетили Британию, чтобы посмотреть, как идут дела с британским ядерным проектом, сейчас известным как проект «Tube Alloys», Чедвик сказал им: «Я хотел бы сказать вам, что она не будет работать, но я на 90 % уверен, что будет».
В своей книге о проекте бомбы Грахам Фармелло написал, что «Чедвик сделал больше, чем любой другой учёный, чтобы дать Черчиллю бомбу…. Чедвик был испытан почти до предела». Чедвик так переживал, что не мог спать, и поэтому обратился к снотворному, которое он продолжал принимать на протяжении большей части оставшейся жизни. Чедвик позже сказал, что он осознал, что «Создание ядерной бомбы было не только возможно, оно было неизбежно. Раньше или позже эти идеи не могли быть чужды нам. Все задумались бы о них вскоре, а какая-то страна привела бы их в действие». Герман Бонди сказал, что это было удачей, что старейшиной английской физики к тому времени, был Чедвик, а не Резерфорд, так как престиж последнего мог бы подавить интерес Чедвика к перспективам разработки бомбы.

### Манхэттэнский проект

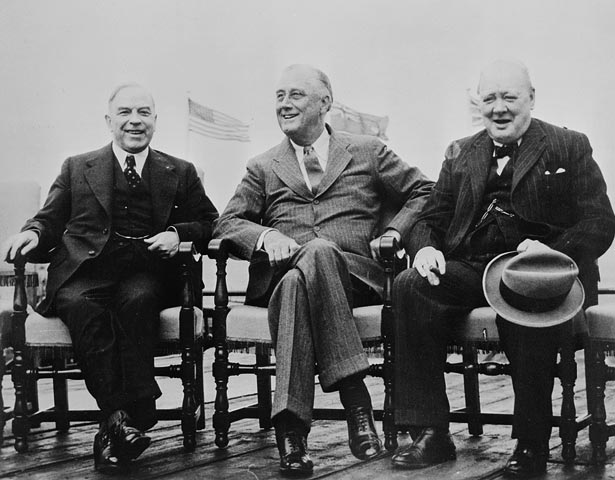
Макензи Кинг, Франклин Рузвельт и Уинстон Черчилль на первой конференции в Квебеке в 1943 году

Вследствие опасности воздушных бомбардировок, Чедвик отправил своих детей в Канаду по эвакуационной схеме правительства. Чедвик не хотел перемещать работу проекта «Tube Alloys» туда, так как считал, что Англия была лучшим местом для установки по разделению изотопов. Большой размах этих усилий стал более очевидным в 1942 году: даже пилотная установка по разделению изотопов стоила бы более 1 миллиона и напрягла бы ресурсы Англии, не говоря уже о полномасштабной установке, стоимость которой оценивалась в 25 миллионов фунтов стерлингов. Она должна была быть построена в Америке. К тому времени, когда Британия убедилась, что сотрудничество необходимо, американский Манхэттенский проект продвинулся настолько, что объединение усилий с Британией уже не выглядело таким нужным для американцев, хотя они всё ещё стремились использовать таланты Чедвика.
Вопрос сотрудничества должен был быть поднят на наивысший уровень. В сентябре 1943 года премьер-министр Уинстон Черчиль и президент Рузвельт заключили Квебекское соглашение, которое возобновляло сотрудничество между Британией, Соединёнными Штатами и Канадой. Чедвик, Олифант, Пайерлс и Саймон были вызваны в США директором «Tube Alloys» сэром Валасом Экерсом для работы над Манхэттэнским проектом. Квебекское соглашение учредило новый комитет по политике для управления совместным проектом. Американцам не понравился Экерс, так что Чедвик был назначен техническим советником Совместного комитета по политике и главой британской миссии.
Оставив Ротблата за главного в Ливерпуле, Чедвик начал осматривать объекты Манхэттэнского проекта в ноябре 1943 года, кроме Хэнфордского комплекса, где нарабатывали плутоний, который ему было запрещено посещать. Он стал единственным человеком в команде, кроме руководителя проекта, генерала Гровса и его заместителя, которому был разрешён доступ ко всем американским исследованиям и объектам производства урановой бомбы. Наблюдая в Ок-Ридж работу на K-25, установке по обогащению урана, Чедвик осознал, как был неправ относительно построения установки в Британии в военное время. Такая огромная цель не могла бы быть скрыта от Люфтваффе. В начале 1944 года он переехал в Лос-Аламос со своей женой и близнецами, которые к этому моменту уже разговаривали с канадским акцентом. В целях безопасности ему дали имя Джеймс Чеффи .

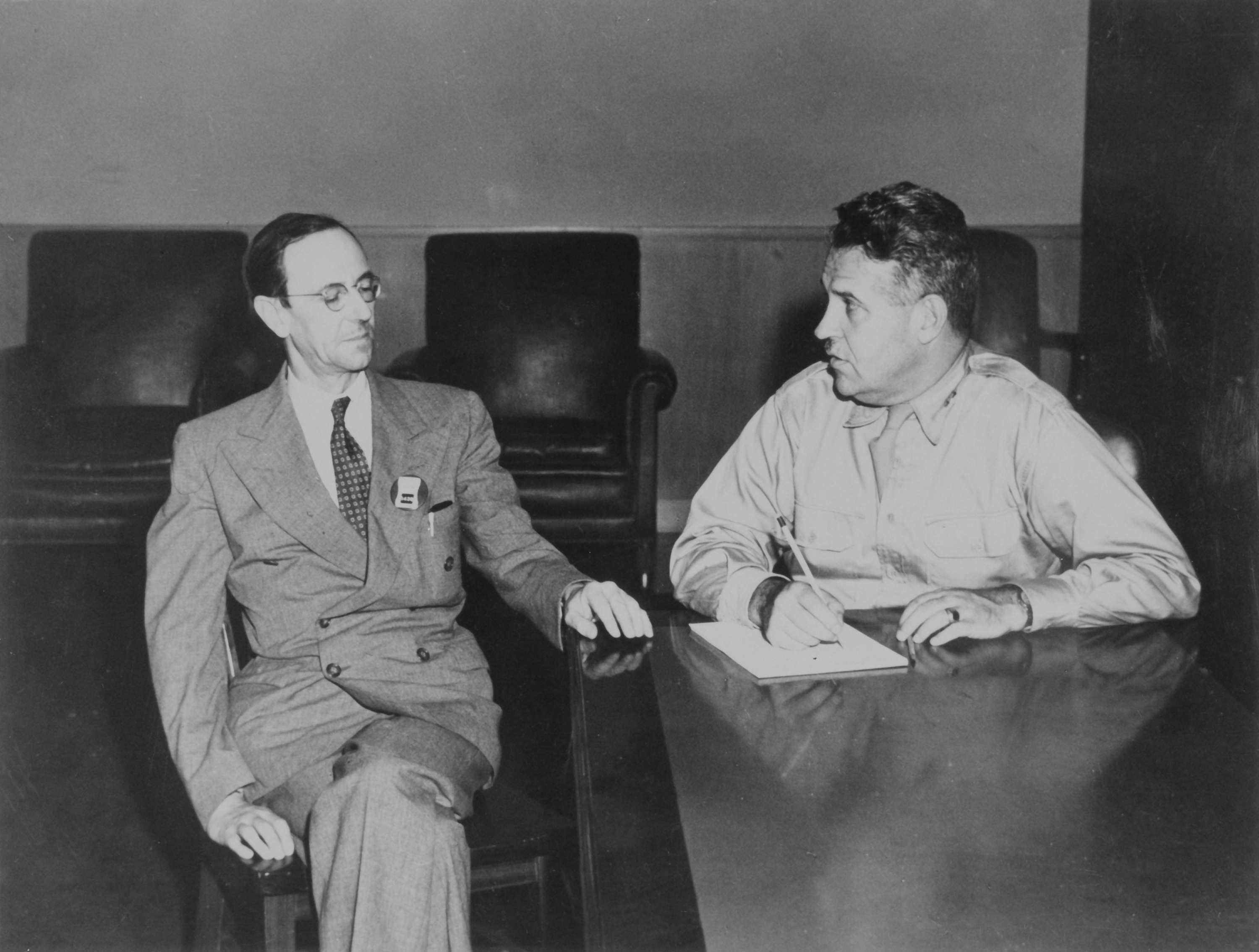
Чедвик (слева) и генерал-майор Лесли Гровс, директор Манхэттенского проекта

Чедвик признал, что американцы не нуждаются в помощи Британии, но что эта помощь могла бы быть полезной для скорейшего и успешного завершения проекта. Тесно работая с директором Манхэттэнского проекта Гровсом, он предпринял всё, что мог, чтобы поддержать усилия проекта. Он также постарался устроить британских учёных в самые разные группы, работающие над проектом, чтобы облегчить будущую работу над послевоенным британским проектом ядерного оружия. Запросы от Гровса через Чедвика о переводе в проект конкретных английских учёных, часто встречали отказы от текущего места работы, компаний, министерств или университетов, но выполнялись благодаря приоритету проекта «Tube Alloys». В результате вклад британской команды в успех Манхэттенского проекта был решающим.
Хотя Чедвик имел больше знаний о проекте, чем кто-либо другой в Британии, во время войны он не имел доступа к Хэнфордскому комплексу. Когда командующему ВВС Британии Порталу было разрешено увидеть Хэнфорд в 1946 году, Чедвик спрашивал Гровса, можно ли пойти туда вместе с Порталом. Гровс ответил, что он может пойти, но в таком случае, «Портал увидит не очень много».
За свой вклад Чедвик получил рыцарский титул на церемонии «New Year Honours» 1945 года. Он счёл это признанием всего проекта «Tube Alloys».
К началу 1945 года Чедвик проводил большую часть времени в Вашингтоне, и в апреле 1945 года его семья переехала в дом в вашингтонском районе Дюпонт-сёркл. Он присутствовал 4 июля на встрече Совместного комитета по политике, когда фельдмаршал Генри Уислон дал от имени Британии согласие на использование атомной бомбы против Японии. 16 июля он присутствовал на испытании ядерного оружия, когда впервые была взорвана атомная бомба. Внутри испытываемой конструкции был полониево-бериллиевый модулированный инициатор нейтронов, дальнейшее развитие той технологии, которую Чедвик использовал для открытия нейтрона около десяти лет назад. Уильям Лоуренс, репортёр газеты New York Times, прикреплённый к Манхэттэнскому проекту, написал, что «никогда в истории ещё ни один человек не доживал до того, чтобы увидеть, как его собственное открытие материализуется, да ещё с таким выразительным влиянием на судьбу человека» .

## Дальнейшая жизнь
Вскоре после окончания войны Чедвик был назначен Британским научным советником в Комиссию Организации объединённых наций по атомной энергии. Также он был назначен в британский консультативный комитет по атомной энергии, где столкнулся с Патриком Блэкеттом, который был не согласен с убеждением Чедвика о том, что Британии необходимо своё собственное ядерное оружие; но эта позиция Чедвика была в конечном счёте принята. В 1946 году он вернулся в Британию, всё ещё страдающую от нормированного распределения и дефицита.
В то время сэр Джеймс Моунтфорд, проректор Ливерпульского университета, написал в своём дневнике, что «никогда не видел человека настолько физически, ментально и душевного уставшего», как Чедвик, так как он «погрузился в такие глубины нравственного решения, в которые более удачливые люди никогда не призваны даже заглядывать … [и испытывает] … почти невыносимые муки ответственности, вытекающие из его научной работы».
В 1948 году Чедвик принял предложение стать руководителем колледжа Гонвилл-энд-Киз в Кембридже. Работа была престижной, но неопределённой; он был формальным главой колледжа, но власть фактически находилась в Совете из 13 человек, руководил которым не он. Будучи главой колледжа, Чедвик старался улучшить его академическую репутацию. Он увеличил число исследовательских стипендий с 31 до 49 и старался привести больше талантливых людей в колледж. Это включало спорные решения, такие как наём на работу в 1951 году китайского биохимика Tien-chin Tsao и венгра по происхождению экономиста Питера Бауэра. В ходе так называемого «крестьянского восстания» во главе с Патриком Хадли старого друга Чедвика исключили из Совета и заменил его Бауэром. В следующие годы многие друзья Чедвика были отстранены от управления и он ушёл на пенсию в ноябре 1958 года. Именно в период руководства Чедвика аспирант колледжа Фрэнсис Крик открыл, совместно с Джеймсом Уотсоном, структуру ДНК.
Чедвик купил дом в городе Денби в Уэльсе, где провёл десять счастливых лет, уделяя много внимания подготовке к печати собрания работ Резерфорда. В 1968 году он с женой вернулся в Кембридж. чтобы быть ближе к дочерям.
Чедвик стал много болеть и редко покидал свою квартиру, хотя и путешествовал в Ливерпуль, чтобы отметить своё восьмидесятилетие. Будучи в течение всей жизни атеистом, он не видел смысла принимать веру к концу жизни. Он умер во сне 24 июля 1974 года .

## Память о Джеймсе Чедвике
Его работы сейчас хранятся в архивном центре Churchill Archives Centre в Кэмбридже и доступны для публики. Лаборатория Чедвика в Ливерпульском университете названа в его честь, как и кафедра экспериментальной физики Джеймса Чедвика, которая была названа в его честь в 1991 году в рамках празднования столетия со дня его рождения. Также в честь него был назван кратер на Луне. В его честь названо здание Джеймса Чедвика, в котором находится часть школы химической инженерии и аналитических наук Манчестерского университета. О нём писал официальный историк Управления по атомной энергии Соединённого Королевства Лорна Арнольд как о «физике, учёном-дипломате и хорошем, мудром и гуманном человеке».

## Награды и почести
Чедвик получил много почестей, включая медаль медаль «За заслуги» от США и Pour le Mérite от Германии. Он был выбран членом Королевского общества в 1927 году и в 1946 году он стал иностранным членом Royal Netherlands Academy of Arts and Sciences. Его сделали Companion of Honour New Year Honours 1 января 1970 года за «заслуги перед наукой», и церемония вручения проходила в Букингемском дворце.
- 1932 — Медаль Хьюза
- 1933 — Бейкеровская лекция
- 1935 — Нобелевская премия по физике
- 1937 — Кельвиновская лекция
- 1946 — Медаль Мелчетта[англ.]
- 1950 — Медаль Копли
- 1950 — Медаль Фарадея
- 1951 — Медаль Франклина
- 1967 — Медаль и премия Гутри